# 田心村站
田心村站是广州地铁11号线曾规划的车站，计划设于云台花园站和沙河站之间、越秀区广园东路沙河立交西側的地底。受制于征地拆迁问题长期未解决，本站无法启动建设，现已取消。

## 车站结构
本站规划设四层，地面为广园东路、永福路，沙河立交以及其他建筑，地下一层为夾層，地下二层為站廳，地下三層為設備區，地下四層为11号线站台。

## 历史
2012年，有消息指广州地铁11号线可行性报告正在报批，而当地村民大多同意田心村拆迁改造工作。2015年底，越秀區以拆遷難度巨大為由申請取消田心村站，乘客需求則以不到700米距離的雲台花園站滿足。2016年9月，11号线沿线地下综合管廊项目环评公示中，田心村站被去除，但同时期国规委规划公示中则确认受理田心村站建设。2016年9月下旬，廣州地鐵回應称田心村站经市政府研究决定已獲保留，越秀区已启动征拆工作，站点位置不变。
2019年11月报道中，广州日报记者获悉，田心村站拟取消设站。因该站征地拆迁和交通疏解问题长期无法协调解决，车站不具备实施条件。为确保11号线可按时开通，广州市政府最终批准同意取消本站。